# Список вулиць Києва (Г)
Це список вулиць міста Києва, назви яких починаються на літеру Г.
До списку входять усі урбаноніми Києва, що містяться в офіційному довіднику «Вулиці міста Києва», затвердженому 2015 року, а також у міській інформаційно-аналітичній системі забезпечення містобудівної діяльності (МІАС ЗМД) «Містобудівний кадастр Києва», довіднику «Вулиці Києва» 1995 року та атласі «Київ до кожного будинку». Назви вулиць, які відсутні в офіційному довіднику, подані курсивом. Проєктні вулиці, що мають код у кадастрі, але не мають назв, у списку не наведені.
У списку вулиці подані за алфавітом. Назви вулиць на честь людей відсортовані за прізвищем (якщо прізвище відсутнє — за іменем) і подаються у форматі Прізвище Ім'я і/або Посада. Якщо вулиця названа за цілісним псевдонімом, то сортування відбувається за першою літерою псевдоніма або імені, тобто Бориса Тена подано на літеру Б, Ганни Барвінок — на Г, Дзиґи Вертова — на Д, Івана Багряного — на І, Кузьми Скрябіна — на К, Лесі Українки — на Л, Марка Вовчка, Марка Черемшини, Миколи Хвильового і Мирослава Ірчана — на М, Олени Пчілки і Остапа Вишні — на О, Панаса Мирного — на П, Юрія Клена — на Ю, Якуба Коласа, Яна Райніса, Янки Купали і Януша Корчака — на Я. Вулиці, що мають, окрім назви, порядковий номер, відсортовані за власною назвою, наприклад 2-й Левадний провулок на літеру Л. Вулиця Радгосп «Совки» розміщена на літеру С, вулиця Міста Шалетт — на літеру Ш. Назви вулиць, що починаються на число (окрім вулиць, зазначених вище), записані словами і подані на відповідну літеру (Восьмого Березня, Першого Травня тощо).
Вулиці з назвами «Садова» (в тому числі «номерні») і лінії виділені в окремі списки.
Станом на 1 січня 2023 року в Києві 2833 урбаноніми, з них:
| - 2059 вулиць; - 533 провулки; - 77 ліній; - 59 площ і майданів; | - 32 проспекти; - 22 бульвари; - 15 узвозів; | - 12 проїздів; - 11 шосе; - 5 доріг; | - 3 алеї; - 3 набережних; - 2 тупики. |

Колір фону у списку залежить від типу урбаноніма.
Після списку існуючих вулиць наведено список зниклих вулиць (вулиць, які були ліквідовані або включені до інших вулиць протягом XX—XXI століть), а також список попередніх назв вулиць, починаючи з 1800 року. Назви перейменованих вулиць, що починаються на число (окрім вулиць, зазначених вище), записані словами і подані на відповідну літеру (Третього Інтернаціоналу, Дев'ятого Січня, Дванадцятого Грудня, Двадцять П'ятого Жовтня, Сорокаріччя Жовтня, П'ятдесятиріччя Жовтня, Шістдесятиріччя Жовтня тощо).

## Вулиці міста Києва
| Назва                    | Тип   | Колишні назви                                                                                           | Район                        | Місцевість                               | Рік затв.       | Код об'єкта |
| ------------------------ | ----- | --- | ---------------------------- | ---------------------------------------- | --------------- | ----------- |
| Гаванська                | вул.  | Проектна 13098                                                                                          | Подільський                  | Рибальський острів                       | 2018            | 13098       |
| Гаванський               | пров. | | Оболонський                  | Куренівка                                | 1950-ті         | 10289       |
| Гавела Вацлава           | бул.  | Ізмаїльська вул. + Бульварна вул., Високовольтний, Лепсе Івана                                          | Солом'янський                | Відрадний                                | 2016            | 10886       |
| Гаврилишина Богдана      | вул.  | Маріїнська + Піщаний пров., Василевської Ванди                                                          | Шевченківський               | Шулявка                                  | 2018            | 10190       |
| Газова                   | вул.  | Нова 214-та                                                                                             | Солом'янський                | Новокараваєві дачі                       | 1944            | 10293       |
| Газопровідна             | вул.  | | Подільський, Святошинський   | Берковець                                | 1958            | 10294       |
| Гайдай Зої               | вул.  | без назви № 7                                                                                           | Оболонський                  | Оболонь                                  | 1970            | 10295       |
| Гайдамацька              | вул.  | Некрасовська (2-га), Волзька                                                                            | Голосіївський                | Забайків'я                               | 2022            | 10271       |
| Гайдамацький             | пров. | Незаселений пров., Петропавлівський пров., Котовського 5-та вул., Волзький                              | Голосіївський                | Забайків'я                               | 2022            | 10272       |
| Гайова                   | вул.  | Нова 466-та                                                                                             | Солом'янський                | Олександрівська слобідка                 | 1944            | 10297       |
| Гайсинська               | вул.  | Нова 464-та, Сояшникова                                                                                 | Солом'янський                | Олександрівська слобідка                 | 1955            | 10298       |
| Галерна                  | вул.  | | Голосіївський                | Корчувате                                | 2007            | 10301       |
| Галечко Софії            | вул.  | Гоголівська (3-тя), Космодем'янської Зої                                                                | Солом'янський                | Олександрівська слобідка                 | 2022            | 10763       |
| Галика Алімпія           | вул.  | Бессарабська, Малоземельна (Малоземельська)                                                             | Дарницький                   | Осокорки                                 | 2021            | 10997       |
| Галицька                 | вул.  | Піщана                                                                                                  | Подільський                  | Вітряні гори                             | 1955            | 10302       |
| Галицька                 | площа | Галицька, Повстання 1905 року, Євбаз (неоф.), Галицька, Перемоги                                        | Шевченківський               | Євбаз, Солдатська Слобідка               | 2023            | 11259       |
| Галшки Гулевичівни       | пров. | Нова вул., Столєтова                                                                                    | Голосіївський                | Саперна слобідка                         | 2022            | 11619       |
| Гамаліївська             | вул.  | Нова 719-та, Бестужева, Бестужева Олександра                                                            | Подільський                  | Вітряні гори, Селище Шевченка            | 2022            | 10086       |
| Гандзюк Катерини         | вул.  | Біломорська                                                                                             | Деснянський                  | Соцмісто                                 | 2022            | 10103       |
| Гандзюка Генерала        | вул.  | Проектна 13096                                                                                          | Оболонський                  |                                          | 2018            | 13096       |
| Ганни Барвінок           | вул.  | Проектна 13097                                                                                          | Оболонський                  |                                          | 2018            | 13097       |
| Гаражна                  | вул.  | | Дарницький                   | Бортничі                                 |                 | 12655       |
| Гаражна                  | вул.  | | Дніпровський                 | Райдужний масив                          | 2011            | 10304       |
| Гарматна                 | вул.  | Гарматний шлях                                                                                          | Солом'янський                | Грушки, Відрадний, Шулявка               |                 | 10306       |
| Гаспринського Ісмаїла    | вул.  | Фрунзе, Глібова, Сормовська                                                                             | Дарницький                   | Нова Дарниця                             | 2022            | 11579       |
| Гатна                    | вул.  | Нова 452-га                                                                                             | Голосіївський                | Деміївка                                 | 1944            | 10309       |
| Гашека Ярослава          | бул.  | Високовольтний пров., Високовольтний бул.                                                               | Дніпровський                 | Соцмісто                                 | 1963            | 10310       |
| Гвардійська              | вул.  | Нова 752-га                                                                                             | Голосіївський                | Ширма                                    |                 | 10311       |
| Гвоздика Кирила          | вул.  | Проєктна 13023                                                                                          | Голосіївський, Солом'янський | Жуляни                                   | 2019            | 13023       |
| Георгіївський            | пров. | Стрілецький                                                                                             | Шевченківський               | Старе місто                              | 1990            | 10312       |
| Геофізиків               | вул.  | | Дарницький                   | Бортничі                                 | 1988            | 10313       |
| Геофізиків               | пров. | | Дарницький                   | Бортничі                                 | 1988            | 10314       |
| Герасименка Костянтина   | вул.  | Катеринівська 1-ша Поперечна                                                                            | Святошинський                | Катеринівка                              | 1961            | 10315       |
| Героїв Дніпра            | вул.  | без назви № 8                                                                                           | Оболонський                  | Оболонь                                  | 1970            | 10319       |
| Героїв Космосу           | вул.  | Корольова Академіка (част.), Микільсько-Борщагівська                                                    | Святошинський                | Перемога                                 | 1984            | 10320       |
| Героїв Крут              | алея  | Дніпровський узвіз (част.)                                                                              | Печерський                   | Берестове                                | 2001            | 10321       |
| Героїв Маріуполя         | вул.  | Нова № 2, Якубовського Маршала                                                                          | Голосіївський                | Теремки                                  | 2022            | 11946       |
| Героїв Небесної Сотні    | алея  | Інститутська вул. (част.)                                                                               | Печерський                   | Липки                                    | 2014            | 12901       |
| Героїв Оборони           | вул.  | Нова, Сільськогосподарська                                                                              | Голосіївський                | Голосіїв                                 | 1971            | 10322       |
| Героїв полку «Азов»      | вул.  | Центральна поперечна південна сторона (№ 4), Малиновського Маршала                                      | Оболонський                  | Оболонь                                  | 2022            | 10993       |
| Героїв Севастополя       | вул.  | Нова 170-та, Путепроводна, Шляхопровідна, Відрадна                                                      | Солом'янський                | Відрадний                                | 1963            | 10323       |
| Героїв УПА               | площа | Героїв Бреста, Тульська                                                                                 | Оболонський                  | Петрівка                                 | 2022            | 11714       |
| Герцена                  | вул.  | Осіївська + Малодорогожицька                                                                            | Шевченківський               | Лук'янівка                               | 1939            | 10325       |
| Гетьмана Вадима          | вул.  | Дачний 2-й пров., Індустріальна + Окружна вул.                                                          | Солом'янський                | Караваєві дачі                           | 2005            | 10327       |
| Гетьманська              | вул.  | Нова 758-ма, Майкопська                                                                                 | Голосіївський                | Ширма                                    | 2022            | 10982       |
| Гіллястий                | пров. | Нова 806-та вул.                                                                                        | Дніпровський                 | ДВРЗ                                     | 1953            | 10328       |
| Гірника Олекси           | вул.  | Нова 143-тя, Суздальська                                                                                | Солом'янський                | Новокараваєві дачі                       | 2023            | 11637       |
| Глаголєвих Родини        | вул.  | Нова, Грекова Академіка                                                                                 | Шевченківський               | Сирець                                   | 2022            | 10382       |
| Гладківська              | вул.  | Гладківська, Калінінградська                                                                            | Солом'янський                | Залізнична колонія                       | 2015            | 10637       |
| Глибочицька              | вул.  | | Шевченківський               | Кудрявець                                | XVIII ст.       | 10330       |
| Глибочицький             | пр-д  | Нова вул.                                                                                               | Шевченківський               | Лук'янівка                               | 1955            | 10331       |
| Глібова                  | вул.  | Самсонівська                                                                                            | Шевченківський               | Солдатська слобідка                      | 1952            | 10332       |
| Глієра Рейнгольда        | вул.  | Чапаєва, Глієра, Примакова                                                                              | Святошинський                | Жовтневе                                 | 2016            | 11366       |
| Глухівська               | вул.  | Нова 121-ша                                                                                             | Подільський                  | Біличе поле                              | 1944            | 10334       |
| Глушка Юрія              | вул.  | Тираспольський пров., Подвойського                                                                      | Шевченківський               | Сирець                                   | 2019            | 11313       |
| Глушкова Академіка       | пр-т  | 40-річчя Жовтня (част.) + Кошового Маршала                                                              | Голосіївський                | Теремки                                  | 1982            | 10335       |
| Гмирі Бориса             | вул.  | Нижня                                                                                                   | Дарницький                   | Позняки                                  | 1993            | 10336       |
| Гніздовського Якова      | вул.  | Нова 802-га, Магнітогорська                                                                             | Деснянський                  | Соцмісто                                 | 2022            | 10978       |
| Гоголівська              | вул.  | Кадетський провулок                                                                                     | Шевченківський               | Солдатська слобідка                      | 1902            | 10339       |
| Гоголя                   | вул.  | | Дарницький                   | Бортничі                                 | 1988            | 10340       |
| Гоголя                   | вул.  | | Деснянський                  | Троєщина                                 | 1988            | 10341       |
| Гоголя                   | вул.  | | Солом'янський                | Жуляни                                   | 1988            | 10342       |
| Гоголя 2-й               | пров. | | Дарницький                   | Бортничі                                 |                 | 12664       |
| Годзенка Дмитра          | вул.  | Нова, Глазунова                                                                                         | Печерський                   | Саперне поле                             | 2022            | 10329       |
| Голего Миколи            | вул.  | Дорога № 6, Васильєва, Строптива, Лебедєва-Кумача                                                       | Солом'янський                | Караваєві дачі                           | 2017            | 10871       |
| Голованьова Степана      | вул.  | Олексіївська, Радіозаводська                                                                            | Дарницький                   | Нова Дарниця                             | 1969            | 10343       |
| Головка Андрія           | вул.  | Нова 382-га, Новобудівна                                                                                | Солом'янський                | Олександрівська слобідка                 | 1973            | 10344       |
| Голосіївська             | вул.  | | Голосіївський                | Голосіїв, Деміївка                       | XIX ст.         | 10345       |
| Голосіївська             | площа | | Голосіївський                | Голосіїв, Деміївка                       | 1961            | 10346       |
| Голосіївський            | пров. | | Голосіївський                | Добрий Шлях                              | 1-ша тр. XX ст. | 10347       |
| Голосіївський            | пр-т  | Велика Васильківська вул. (част.), Васильківська вул. (част.), Автострада Київ — Одеса, 40-річчя Жовтня | Голосіївський                | Деміївка, Голосіїв                       | 2015            | 11968       |
| Голоскевича Григорія     | вул.  | Проектна 13042                                                                                          | Голосіївський                | Віта-Литовська                           | 2017            | 13042       |
| Голубиний                | пров. | Нова 326-та вул., Красноводський                                                                        | Подільський                  | Біличе поле                              | 2023            | 10798       |
| Гомельська               | вул.  | Нова 107-ма + Нова 123-тя                                                                               | Подільський                  | Біличе поле                              | 1953            | 10348       |
| Гомельський              | пров. | Нова 125-та вул.                                                                                        | Подільський                  | Біличе поле                              | 1955            | 10349       |
| Гонгадзе Георгія         | пр-т  | Нова вул., Радянської України                                                                           | Подільський                  | Виноградар                               | 2007            | 10350       |
| Гонти Івана              | вул.  | Нова | Шевченківський               | Сирець                                   | 1957            | 10351       |
| Гончара Олеся            | вул.  | Володимирська, Маловолодимирська, Столипінська, Гершуні, Кецховелі Ладо, Антоновича, Чкалова            | Шевченківський               | Старе місто                              | 1996            | 10352       |
| Гончарна                 | вул.  | | Подільський                  | Гончарі-Кожум'яки                        | до ХІХ ст.      | 10353       |
| Горбунова Академіка      | вул.  | Нова | Дарницький                   | Рембаза                                  | 1961            | 10356       |
| Гордієнка Костя          | пров. | Чекістів                                                                                                | Печерський                   | Липки                                    | 2014            | 10358       |
| Горенська                | вул.  | | Святошинський                | Святошин                                 | кін. XIX ст.    | 10359       |
| Гориста                  | вул.  | Нова 762-га, Єреванська                                                                                 | Голосіївський                | Ширма                                    | 1959            | 10360       |
| Гористий                 | пров. | Єреванський                                                                                             | Голосіївський                | Ширма                                    | 1959            | 10361       |
| Горіхова                 | вул.  | | Солом'янський                | Олександрівська слобідка                 |                 | 12679       |
| Горіхуватський шлях      | вул.  | Голосіївський шлях, Родимцева Генерала                                                                  | Голосіївський                | Голосіїв                                 | 2022            | 11452       |
| Горлівська               | вул.  | Нова 42-га, 1-го Травня                                                                                 | Дарницький                   | Село Шевченка                            | 1953            | 10362       |
| Горовиця Володимира      | вул.  | Проєктна 12968                                                                                          | Голосіївський                | Теремки                                  | 2019            | 12968       |
| Городецького Архітектора | вул.  | Миколаївська, Карла Маркса                                                                              | Печерський                   | Липки                                    | 1996            | 10363       |
| Городище                 | вул.  | | Деснянський                  | Троєщина                                 |                 | 12621       |
| Городищенська            | вул.  | Нова 325-та                                                                                             | Подільський                  | Біличе поле                              | 1944            | 10364       |
| Городня                  | вул.  | | Солом'янський                | Батиєва гора                             | кін. XIX ст.    | 10365       |
| Горської Алли            | пров. | Комерційний, Бєлінського Чеслава                                                                        | Шевченківський               |                                          | 2015            | 10090       |
| Горюшка Георгія          | вул.  | Лінія 7                                                                                                 | Голосіївський                | Віта-Литовська                           | 2011            | 11987       |
| Горяна                   | вул.  | Горяна + Нова 1-ша, Кошового Олега                                                                      | Голосіївський                | Добрий Шлях                              | 2023            | 10784       |
| Госпітальна              | вул.  | | Печерський                   | Черепанова гора                          | сер. XIX ст.    | 10371       |
| Госпітальний             | пров. | | Печерський                   | Черепанова гора                          | сер. XIX ст.    | 10372       |
| Гостинна                 | вул.  | Нова 189-та                                                                                             | Дарницький                   | Нова Дарниця                             | 1953            | 10373       |
| Гостинний                | пров. | Нова 51-ша вул. + Нова 605-та вул.                                                                      | Дарницький                   | Село Шевченка                            | 1953            | 10374       |
| Гостомельська            | вул.  | Нова 394-та                                                                                             | Святошинський                | Новобіличі                               | 1944            | 10375       |
| Гостомельська            | площа | Нова | Оболонський                  | Берковець                                | 1980            | 10376       |
| Гостомельське            | шосе  | Дорога до с. Гостомель, Гостомельське шосе + Новогостомельське шосе                                     | Оболонський, Святошинський   |                                          | 1930-ті         | 10377       |
| Грабовського Павла       | вул.  | Наневська                                                                                               | Голосіївський                | Саперна слобідка                         | 1952            | 10378       |
| Грабовського Павла       | пров. | Провулок «В»                                                                                            | Голосіївський                | Саперна слобідка                         | 1958            | 10379       |
| Градинська               | вул.  | Нова | Деснянський                  | Вигурівщина-Троєщина                     | 1991            | 10380       |
| Гранична                 | вул.  | | Святошинський                | Святошин                                 |                 | 12077       |
| Гребінки                 | вул.  | | Голосіївський                | Цимбалів яр                              | 1955            | 10381       |
| Грекова Генерала         | вул.  | Проектна 12918                                                                                          | Подільський                  |                                          | 2018            | 12918       |
| Гречаний                 | пров. | Котовського                                                                                             | Дарницький                   | Бортничі                                 | 2015            | 10775       |
| Григоренка Петра         | пр-т  | Магістраль Осокорки—Троєщина                                                                            | Дарницький                   | Осокорки, Позняки                        | 1993            | 10384       |
| Григоровича-Барського    | вул.  | Нова | Святошинський                | Братська Борщагівка, Південна Борщагівка | 1981            | 10385       |
| Григоровича Дмитра       | вул.  | Проєктна 12975                                                                                          | Солом'янський                | Жуляни                                   | 2019            | 12975       |
| Гришка Миколи            | вул.  | Нова | Деснянський                  | Троєщина                                 | 2011            | 10386       |
| Гришка Михайла           | вул.  | Верхня                                                                                                  | Дарницький                   | Осокорки                                 | 1993            | 10387       |
| Грінченка Бориса         | вул.  | Новопушкінська                                                                                          | Шевченківський               | Старе місто                              | 1988            | 10388       |
| Грінченка Миколи         | вул.  | Лінійна (частково), Камська, Левицького (2-га)                                                          | Голосіївський, Солом'янський | Протасів яр, Деміївка                    | 1961            | 10389       |
| Гроденська               | вул.  | Лісна, Гродненська                                                                                      | Дніпровський                 | Стара Дарниця                            | 2022            | 10390       |
| Гроденський              | пров. | Лісний, Гродненський                                                                                    | Дніпровський                 | Стара Дарниця                            | 2022            | 10391       |
| Громадська               | вул.  | Лінія 5-та                                                                                              | Солом'янський                | Батиєва гора                             | 1958            | 10393       |
| Грузинська               | вул.  | Пушкінська                                                                                              | Дарницький                   | Червоний хутір                           | 1955            | 10395       |
| Грузинський              | пров. | Нова 239-та вул.                                                                                        | Дарницький                   | Червоний хутір                           | 1953            | 10396       |
| Грушева                  | вул.  | | Солом'янський                | Жуляни                                   | 2015            | 11988       |
| Грушевського Михайла     | вул.  | Іванівський шлях, Старий шлях, Олександрівська, Революції, Кірова, Доктор-Тодтштрассе                   | Печерський                   | Липки                                    | 1991            | 10397       |
| Грушевської Катерини     | вул.  | Нова 759-та, Доватора Генерала                                                                          | Голосіївський                | Ширма                                    | 2022            | 10457       |
| Грушецька                | вул.  | Нова, Чугуївська, Шутова Полковника                                                                     | Солом'янський                | Грушки                                   | 2023            | 11917       |
| Гузара Любомира          | пр-т  | Новоборщагівська вул., Комарова Космонавта                                                              | Солом'янський                | Микільська Борщагівка                    | 2019            | 10727       |
| Гулака Миколи            | вул.  | Шевченківський пров., Сталіногорський пров.                                                             | Оболонський                  | Пріорка                                  | 1961            | 10399       |
| Гулака-Артемовського     | пров. | Павлівський                                                                                             | Голосіївський                | Деміївка                                 | 1955            | 10398       |
| Гулаків-Артемовських     | вул.  | Нова, Аляб'єва                                                                                          | Оболонський                  | Куренівка, Петрівка                      | 2023            | 10016       |
| Гуляницького Григорія    | вул.  | Московська                                                                                              | Голосіївський, Солом'янський | Жуляни                                   | 2021            | 11094       |
| Гуменної Докії           | вул.  | Нова № 1, Юрія Смолича                                                                                  | Голосіївський, Солом'янський | Теремки                                  | 2023            | 11564       |
| Гурамішвілі Давида       | вул.  | Завулок № 7                                                                                             | Святошинський                | Перемога                                 | 1968            | 10400       |
| Гуслистого Костя         | пров. | Проєктний 12974                                                                                         | Голосіївський                | Теремки                                  | 2019            | 12974       |
| Гусовського              | вул.  | Васильківська, Власівська, Севська, Кловська                                                            | Печерський                   | Печерськ                                 | 1985            | 10401       |
| Гуцала Євгена            | пров. | Нова вул., Кутузовський, Кутузова                                                                       | Печерський                   | Печерськ                                 | 2016            | 10857       |
| Гуцульська               | вул.  | Маркса Карла                                                                                            | Солом'янський                | Жуляни                                   | 2022            | 11011       |
| Гучний                   | пров. | Нова 463-тя вул.                                                                                        | Солом'янський                | Олександрівська слобідка                 | 1944            | 10402       |

## Зниклі вулиці
| Назва           | Тип   | Район          | Місцевість               | Рік зникнення    | Примітка                          |
| --------------- | ----- | -------------- | ------------------------ | ---------------- | --------------------------------- |
| Гаванська       | вул.  | Подільський    | Петрівка                 | 1980-ті          | промзона                          |
| Гагаріна        | вул.  |                | Вигурівщина              | 1982             |                                   |
| Гайворонська    | вул.  | Залізничний    | Протасів яр              | 1981             | до 1957 року — Нова.              |
| Галицький       | пров. | Подільський    | Вітряні гори             | 1980-ті          |                                   |
| Гаражна         | вул.  | Жовтневий      | Караваєві дачі           | 1980-ті          |                                   |
| Гарібальді      | вул.  | Ленінградський | с. Микільська Борщагівка | 1980-ті          | до 1974 року — Свободи            |
| Гарматний       | пров. | Жовтневий      | Казенні дачі             | 1978             |                                   |
| Гвардійський    | пров. | Московський    | Ширма                    | 1960-ті          | приєднаний до Гвардійської вулиці |
| Германівська    | вул.  | Дарницький     | Передмостова слобідка    | 1943             |                                   |
| Героїв Дніпра   | пл.   |                | о. Муромець              | 2-га пол. 1970-х | назва — з 1975 року               |
| Героїв Перекопу | вул.  | Ленінградський | с. Микільська Борщагівка | 1980-ті          | до 1974 року — Чапаєва            |
| Гірська         | вул.  | Жовтневий      | Караваєві дачі           | 1980-ті          |                                   |
| Глибочицький    | пров. | Шевченківський | Глибочиця, Щекавиця      | 1980-ті          |                                   |
| Глієра          | вул.  | Ленінградський | с. Микільська Борщагівка | 1980-ті          | до 1974 року — Шкільна            |
| Глінки          | пл.   | Ленінський     | Старий Київ              | 1940-ві          |                                   |
| Гоголівська     | вул.  | Дарницький     | Передмостова слобідка    | 1943             |                                   |
| Головна         | вул.  | Дніпровський   | Воскресенська слобідка   | 1980-ті          |                                   |
| Головний        | пров. | Дніпровський   | Воскресенська слобідка   | 1980-ті          |                                   |
| Гончарова       | вул.  | Московський    | Деміївка                 | 1977             | до 1944 року — 453-тя Нова        |
| Горенський      | пров. | Ленінградський | Святошин                 | 1980-ті          |                                   |
| Горіхова        | вул.  | Голосіївський  | Віта-Литовська           | 1990-ті          |                                   |
| Гречана         | вул.  | Московський    | Совки                    | 1977             | до 1944 року — 165-та Нова        |
| Грибоєдова      | вул.  | Печерський     | Звіринець                | 1977             |                                   |
| Грибоєдова      | вул.  | Жовтневий      | Караваєві дачі           | 1980-ті          |                                   |
| Громадянська    | вул.  | Печерський     | Звіринець                | 1977             |                                   |
| Громадянський   | пров. | Печерський     | Звіринець                | 1977             |                                   |
| Грузецька       | вул.  | Дніпровський   | Куликове                 | 1981             |                                   |
| Грунтова        | вул.  | Московський    | Совки                    | 1977             | до 1944 року — 165-та Нова        |
| Гур'ївський     | пров. | Жовтневий      | Шулявка                  | до 1960-х        |                                   |
| Гуртова         | вул.  | Залізничний    | Чоколівка                | 1977             | до 1944 року — 5-та Нова          |

## Перейменовані вулиці
| Стара назва                          | Нова назва                | Район                              | Дата перейменування | Сучасна назва            |
| ------------------------------------ | ------------------------- | ---------------------------------- | ------------------- | ------------------------ |
| Гаврилюка                            | Ярова                     | Солом'янський                      | 2023                | Ярова                    |
| Гавро Лайоша                         | Йорданська                | Оболонський                        | 2016                | Йорданська               |
| Гагаріна                             | Біляшівського Академіка   | Жовтневий                          | 1968                | Біляшівського Академіка  |
| Гагаріна Юрія                        | Гагаріна Юрія пр-т        | Дарницький                         | 1968                | Каденюка Леоніда пр-т    |
| Гагаріна Юрія пр-т                   | Каденюка Леоніда пр-т     | Деснянський                        | 2023                | Каденюка Леоніда пр-т    |
| Гайдай Зої                           | Москворецька              | Жовтневий                          | 1965                | Збруцька                 |
| Гайдара                              | Прахових Сім'ї            | Голосіївський                      | 2018                | Прахових Сім'ї           |
| Гайцана Миколи                       | Хрестовий пров.           | Печерський                         | 2015                | Хрестовий пров.          |
| Галана Ярослава                      | Ялинкова                  | Дарницький                         | 1977                | Ялинкова                 |
| Галана Ярослава                      | Волошина Августина        | Солом'янський                      | 2017                | Волошина Августина       |
| Галицька пл.                         | Перемоги пл.              | Сталінський                        | 1952                | Галицька пл.             |
| Гамарника                            | Цісик Квітки              | Оболонський                        | 2016                | Цісик Квітки             |
| Гарібальді                           | Калінінська               | Жовтневий                          | 1965                | Юрія Клена               |
| Гаріна Бориса                        | Дачна                     | Солом'янський                      | 2022                | Дачна                    |
| Гарматний шлях                       | Гарматна                  | Жовтневий                          | 1940-ві             | Гарматна                 |
| Гаршина                              | Стефаника Василя          | Святошинський                      | 2022                | Стефаника Василя         |
| Гастелло Миколи                      | Бусовогірська             | Печерський                         | 2022                | Бусовогірська            |
| Гейсівська                           | Левандовська              | Печерська частина                  | 1869                | Левандовська             |
| Георгіївський                        | Стрілецький               | Сталінський                        | 1939, 1944          | Георгіївський            |
| Героїв Арсеналу пл.                  | Арсенальна пл.            | Печерський                         | 1993                | Арсенальна пл.           |
| Героїв Бреста пл.                    | Чорнобаївська пл.         | Святошинський                      | 2022                | Чорнобаївська пл.        |
| Героїв Бресту пл.                    | Тульська пл.              | Мінський                           | 1977                | Героїв УПА пл.           |
| Героїв Великої Вітчизняної війни пл. | Наводницька пл.           | Печерський                         | 2022                | Наводницька пл.          |
| Героїв Війни                         | Українських повстанців    | Солом'янський                      | 2022                | Українських повстанців   |
| Героїв Перекопу пл.                  | Хмельницького Богдана пл. | Печерський                         | 1944                | Софійська пл.            |
| Героїв Підпілля пл.                  | Кривоноса Петра пл.       | Залізничний                        | 1984                | Кривоноса Петра пл.      |
| Героїв Революції                     | Трьохсвятительська        | Печерський                         | 1992                | Трьохсвятительська       |
| Героїв Революції (част.)             | Десятинна                 | Шевченківський                     | 1958                | Десятинна                |
| Героїв Севастополя (част.)           | Відрадна                  | Жовтневий                          | 1981                | Героїв Севастополя       |
| Героїв Сталінграда пр-т              | Івасюка Володимира пр-т   | Оболонський                        | 2022                | Івасюка Володимира пр-т  |
| Героїв Стратосфери шосе              | Повітрофлотське шосе      | Жовтневий                          | 1944                | Повітрофлотський пр-т    |
| Героїв Трипілля                      | Спаська                   | Подільський                        | 1992                | Спаська                  |
| Герцена пров.                        | Бабин Яр пров.            | Шевченківський                     | 2023                | Бабин Яр                 |
| Герцена узвіз                        | Реп'яхів Яр узвіз         | Шевченківський                     | 2023                | Реп'яхів Яр узвіз        |
| Гершуні                              | Кецховелі Ладо            | Молотовський                       | 1937                | Гончара Олеся            |
| Гімназична                           | Виноградна                | Печерська частина                  | 1840-ві             | Орлика Пилипа            |
| Гімназична                           | Леонтовича                | Бульварний (пізніше — Сталінський) | 1921, 1944          | Леонтовича               |
| Гіподромний зав.                     | Іподромний зав.           | Печерський                         | 1944                | Хрестовий пров.          |
| Гладківська                          | Калінінградська           | Залізничний                        | 1955                | Гладківська              |
| Глазунова                            | Годзенка Дмитра           | Печерський                         | 2022                | Годзенка Дмитра          |
| Глибочицький пров.                   | Ново-Глибочицька          | Жовтневий                          | 1944                | Коперника                |
| Глібобориська                        | Борисоглібська            | Подільська частина                 | 1-ша пол. XIX ст.   | Борисоглібська           |
| Глієра                               | Примакова                 | Жовтневий                          | 1965                | Глієра Рейнгольда        |
| Глінки                               | Березовського Максима     | Солом'янський                      | 2022                | Березовського Максима    |
| Глухий пров.                         | Липнева вул.              | Подільський                        | 1952                | ліквідовано              |
| Гнила                                | Покровська                |                                    | XVIII ст.           | Покровська               |
| Гнилий пров.                         | Ольгина                   | Подільська частина                 | 1861                | Покровський              |
| Говорова                             | Говорова Маршала          | Московський та Залізничний         | 1974                | Момота Генерала          |
| Говорова Маршала                     | Момота Генерала           | Голосіївський                      | 2022                | Момота Генерала          |
| Говорова пров.                       | Говорова Маршала пров.    | Московський та Залізничний         | 1974                | Камінь-Каширський пров.  |
| Говорова Маршала пров.               | Камінь-Каширський пров.   | Голосіївський                      | 2022                | Камінь-Каширський пров.  |
| Гоголівська                          | Карпінського Академіка    | Залізничний                        | 1944                | Карпінського Академіка   |
| Гоголівська                          | Старо-Шкільна             | Залізничний                        | 1944                | ліквідовано              |
| Гоголівська (2-га)                   | Прип'ятська               | Дарницький                         | 1955                | Прип'ятська              |
| Гоголівська (3-тя)                   | Космодем'янської Зої      | Залізничний                        | 1955                | Галечко Софії            |
| Гоголівська (4-та)                   | Мікешина                  | Дарницький                         | 1955                | Микешина                 |
| Гоголівська (5-та)                   | Червонофлотська           | Подільський                        | 1955                | Максименка Федора        |
| Голосіївська (2-га)                  | Закарпатська              | Кагановичський                     | 1955                | Закарпатська             |
| Голосіївський (2-й) пров.            | Тобольський пров.         | Кагановичський                     | 1955                | Слуцький пров.           |
| Голосіївський шлях                   | Родімцева Генерала        | Московський                        | 1977                | Горіхуватський шлях      |
| Гонгадзе Георгія                     | Машинобудівна             | Солом'янський                      | 2007                | Машинобудівна            |
| Гончарова                            | Брюссельська              | Шевченківський                     | 2022                | Брюссельська             |
| Горбачова Омеляна                    | Ґалаґанівська             | Святошинський                      | 2016                | Ґалаґанівська            |
| Горовиця                             | Велика Житомирська вулиця | Печерський, Сталінський            | 1944                | Велика Житомирська       |
| Горовиця Олександра                  | Барки Василя              | Солом'янський                      | 2018                | Барки Василя             |
| Городній 2-й пров.                   | Неходи Івана              | Залізничний                        | 1955                | Неходи Івана             |
| Городній тупик + Лугова-Станційна    | Червонокозацька           | Подільський                        | 1961                | пр-т Степана Бандери     |
| Городнянська                         | Білецького Академіка      | Жовтневий                          | 1984                | Білецького Академіка     |
| Городська                            | Міська                    | Подільський                        | 1944                | Міська                   |
| Горького                             | Антоновича                | Голосіївський, Печерський          | 2014, 2015          | Антоновича               |
| Горького                             | Лупиноса Анатолія         | Солом'янський                      | 2015                | Лупиноса Анатолія        |
| Горького                             | Осьмака Кирила            | Дарницький                         | 2015                | Осьмака Кирила           |
| Горького                             | Осьмачки Тодося           | Деснянський                        | 2019                | Осьмачки Тодося          |
| Горького                             | Пришвіна                  | Ленінградський                     | 1974                | Труша Івана              |
| Горького                             | Фадєєва                   | Жовтневий                          | 1966                | Анни Ярославни           |
| Горького пров.                       | Обухівський пров.         | Радянський                         | 1969                | ліквідовано              |
| Горького пров.                       | Пришвіна пров.            | Ленінградський                     | 1974                | ліквідовано              |
| Горького пров.                       | Шахліна Бориса пров.      | Голосіївський                      | 2017                | Шахліна Бориса пров.     |
| Горяна                               | Кошевого Олега            | Залізничний                        | 1955                | Горяна                   |
| Гостомельське шосе (част.)           | Палладіна академіка пр-т  | Шевченківський                     | 1977                | Палладіна Академіка пр-т |
| Гостомельське шосе (част.)           | Стеценка                  | Шевченківський                     | 1977                | Стеценка                 |
| Гостомельське шосе (част.)           | Туполєва академіка        | Радянський                         | 1973                | Туполєва Академіка       |
| Гравійна                             | Шліхтера Академіка        | Дарницький                         | 1961                | Вифлеємська              |
| Графська                             | Лютеранська               | Печерська частина                  | 1850-ті             | Лютеранська              |
| Грекова Академіка                    | Глаголєвих Родини         | Шевченківський                     | 2022                | Глаголєвих Родини        |
| Гречка Маршала                       | Виговського Івана         | Подільський                        | 2019                | Виговського Івана        |
| Гризодубової Валентини               | Олексіївська              | Залізничний                        | 1944                | Сікевича Володимира      |
| Гродненська                          | Гроденська                | Дніпровський                       | 2022                | Гніздовського Якова      |
| Гродненський пров.                   | Гроденський пров.         | Дніпровський                       | 2022                | Гроденський пров.        |
| Грозненська                          | Ічкерська                 | Шевченківський                     | 2022                | Ічкерська                |
| Громової Уляни                       | Ступницької Катерини      | Солом'янський                      | 2022                | Ступницької Катерини     |
| Грушевського                         | Передмістна (Перекопська) | Залізничний                        | 1946 (1952)         | ліквідовано              |
|                                      |                           |                                    |                     |                          |